# 檀香山巴士

标志

檀香山巴士（英語：TheBus）是美国夏威夷州瓦胡岛的公共巴士交通系统。在2012至2013的财务年度，该系统拥有110条线路、518辆运营车辆，客运量约为7,550万人次。该巴士系统由瓦胡公交服务公司（Oʻahu Transit Services Inc.）与檀香山市县政府交通服务局进行公私联营。

## 历史

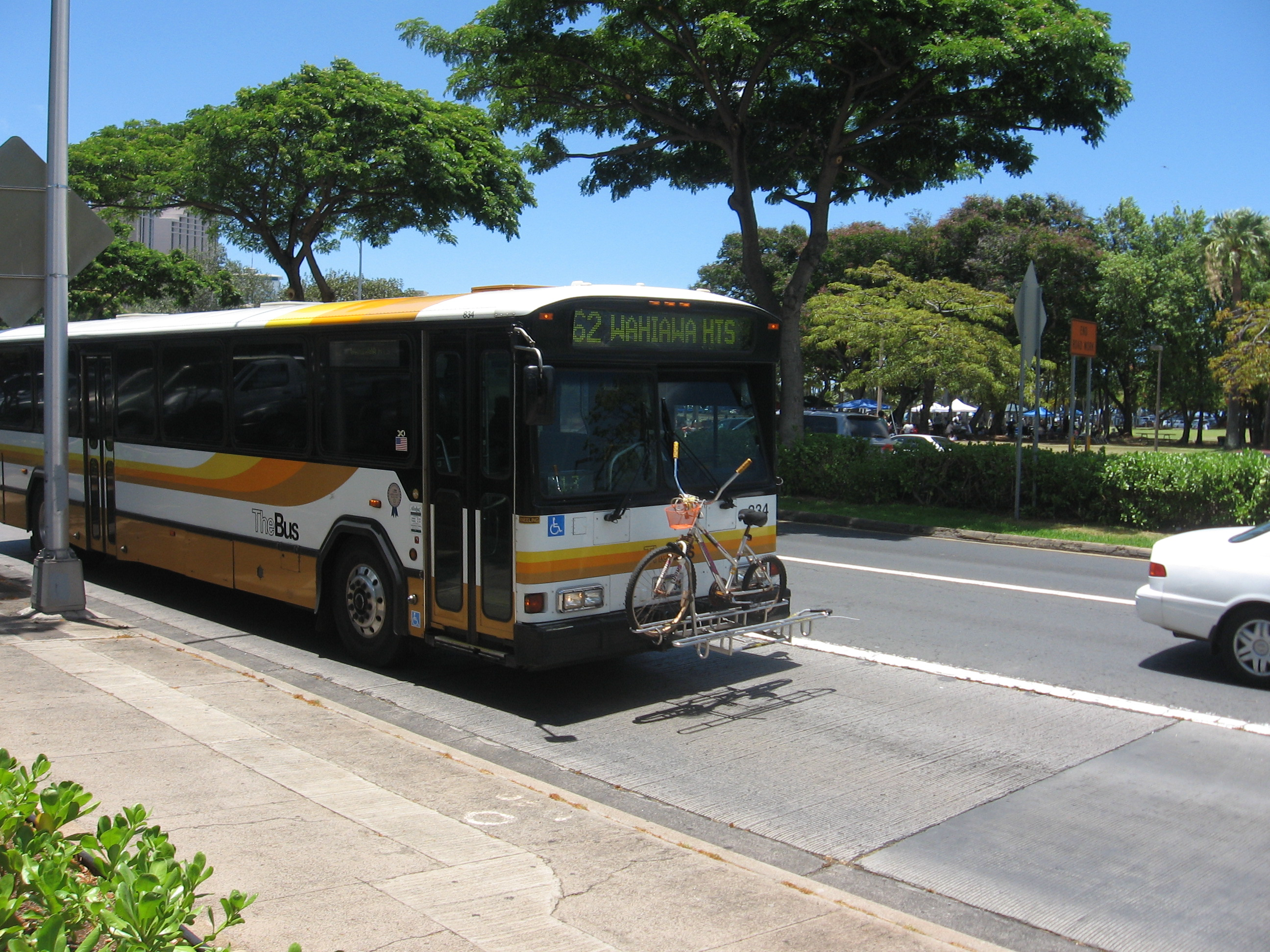
行驶在檀香山阿拉莫阿纳大街上的巴士

檀香山巴士的前身是主要经营檀香山市区巴士和有轨电车的檀香山快速公交及土地公司。檀香山快速公交（Honolulu Rapid Transit，缩写为HRT）创立于1898年6月6日，这一天也是美国正式合并夏威夷的日子。1901年HRT开始运营檀香山市内的有轨电车。HRT的有轨电车运营期为1901年至1941年，并从1925年起开始经营柴油巴士，另外无轨电车的运营期为1937年至1957年。由于遭到多次工会组织的罢工运动以及在1955年遭到哈里温伯格的恶意收购后，HRT的经营遇到了很大困难。
进入1960年代，HRT遭遇到多次罢工，其中最严重的一次长达67天。为了更好地为公众提供交通服务，檀香山政府考虑收购HRT及其竞争对手，这也是美国许多其他城市的做法。1970年9月14日，在后来担任檀香山市长的弗兰克法西的参与下，政府成立了大众交通线路有限公司（Mass Transit Lines，MTL），负责管理和运营瓦胡岛的公共交通事务。经过慎重研讨之后，市县政府决定以2百万美金的价格收购HRT公司，并追加1百万美金用于添置营运车辆。之后法西前往德克萨斯州达拉斯，从该市公交公司采购了50台1964年出厂的通用空调公交车（TDH5303），之后又从通用设在密歇根州的龐蒂克工厂采购了17台新型巴士（T6H5307A）。1971年2月25日，檀香山议会正式批准了一份旨在授权MTL接管公交运营的协议。 同年3月1日，HRT更名为TheBus。
除了追加新购的17台巴士外，从达拉斯购入的50台巴士被编号为550号至599号。在更名为TheBus之后，MTL决定改造巴士企业的形象，包括车辆外观颜色和司机制服等。法西在1974年发起改革，希望改变之前巴士公司陈旧乏味的公众印象，从而吸引更多人将交通手段从私家车转为公共巴士。此后，每两三年改变一次设计的巴士司机制服作为城市形象的一部分，也成为了一些收藏人士的收藏品。
檀香山巴士由于其便利和廉价，受到了市民、观光游客的好评。客运量从每年3千万人次增加到7100万人次。目前，该系统的客运量在美国市内交通系统中排名第20名，并在美国公交汽车系统中排名第13名。同时，根据居民人均利用率来排名的话，檀香山巴士在美国排名为第六名。该系统也是拥有每乘客英里运营成本最低的公交系统。
尽管檀香山巴士获得了巨大成功，但公司也存在一些困难。2003年8月，一次大规模的司机罢工运动导致全市巴士停运将近一个月。 这次罢工最终导致议会同意提供巴士票价，同时避免了裁减路线和员工。2006年度，由于学生和通勤者对巴士的利用率提高，巴士公司的财务状况大为好转。
2009年7月，巴士公司决定将单次车票价格上调至2.25美元（2010年7月又上调至2.5美元）。车票上涨、汽油价格低迷以及失业率的增长等因素导致当年度的客运量略降了2%。但总体来说，檀香山居民的巴士利用率仍然是美国国内排名靠前的城市之一。根据美国统计局的数据，2008年内，5.6%的檀香山居民利用公共交通出行，而自驾车出行的比例为66.8% 。
2009年9月29日，檀香山市政府与瓦胡岛交通服务部公布了在中街建造一个大型公交换乘中心的计划。这一耗资820万美元的工程位于中街与卡梅哈美哈高速公路的交叉口，原定于2010年10月竣工，但最后延期至2011年11月14日才正式投入运营。该交通枢纽汇集了巴士、租车、自行车以及未来的轻轨线路等，是檀香山重要的换乘中心。

### 获评“美国最佳”
檀香山巴士在1994-95年度以及2000-01年度两度被美国公共交通协会评选为美国最佳公交系统，这也是目前为止唯一两次获得这一荣誉的公交系统。

### 安全措施
巴士公司推出了多种资费套餐，其中最受欢迎的一种就是月票。然而公司也经常发现有乘客使用伪造月票乘车。伪造月票使用率最高的几个车站包括：Dillingham Boulevard 和酒店街、Kalihi、唐人街、威基基以及马诺阿，另外公交换乘中心也经常出现伪造月票。檀香山法律对于使用伪造车票的行为规定了严厉的处罚：罚款2000美金以及一年监禁。另外，市民和游客可以在巴士公司大楼、7-11便利店、ABC商店等地买到月卡。
2010年5月，巴士公司进行了多项改革。为了减少车内的性犯罪以及其他犯罪，公司在车辆内安装了摄像头。另外，为了方便候车的乘客迅速得知所等待的车辆的具体到站时间，所有车辆内都安装了GPS。乘客可以通过智能手机里安装的程序来迅速查找车辆到达某个特定车站的预计时间。

### 广告
在1971年檀香山政府接管HRT之前，巴士公司已获准在巴士车身上经营广告。然而在公司经营权转让之后，尽管没有法律禁止，但公司受到一些抵制户外广告运动的影响，尽可能减少了车内和车身广告的数量。2013年12月4日，檀香山市长柯克·考迪威尔宣布，为了增加巴士公司收入、恢复部分停运线路，会增加在巴士上的广告。如该计划被市议会许可的话，2014年第二季度巴士公司将重新在客车上登载广告。由于夏威夷州法律禁止任何非移动的户外广告，因此巴士公司将不会在公交车站、换乘中心、候车亭等固定建筑上经营广告。

### 公众文化中的形象
得益于低廉的车资和发达的线路系统，檀香山的大多数高中学生都愿意利用巴士上下学。另外，加上檀香山前市长法西大力发展公交系统，许多市民都将巴士亲昵地叫做“法西叔叔的交通车”。

## 线路
檀香山巴士的运营线路及其他信息如下：
- 62条常规线路，含15条高峰时段线路
- 3 条大站车线路（一周无休）（A路、C路、E路）
  - 1 条大站车线路（周末停运）（1L路）
  - 1 条大站车线路（仅限工作日高峰时段）（2L路）
- 32 条高峰时段线路（每日固定三班次），其中26条线路通往市中心、威基基和夏威夷大学马诺阿校区（线路号：80、80A、80B、81、82、83、84、84A、85、85A、88、89、90、91、92、93、94、96、97、98、98A、101、102、103、W1、W2、W3），6条通往珍珠港（线路号：PH1-6、93A、83A、86A、86、95）
- 4 条社区连接线（线路号：414、501、503、504）

## 车资标准

### 成人票与未成年票
6岁至17岁之间的未成年人适用未成年票价。
| 票种   | 单次票 | 月卡   | 年卡    |
| ------ | ------ | ------ | ------- |
| 成人   | $2.50  | $60.00 | $660.00 |
| 未成年 | $1.25  | $30.00 | $330.00 |

### 老年票价
65岁以上的乘客适用老年票价。持有老年乘车卡的乘客可以以优惠票价乘车，也可以购买老年月卡。老年乘车卡自购买之日起4年内有效。有效的美国医疗卡也可以代替老年乘车卡。
| 老年乘车卡                                         | $10.00 |
| 单次票（需要同时出示老年乘车卡或有效的美国医疗卡） | $1.00  |
| 月卡（需要先办理老年乘车卡）                       | $5.00  |
| 年卡                                               | $30.00 |

### 伤残人士票价
伤残人士可以购买伤残人士乘车卡来享受优惠票价。有效的美国医疗卡也可以代替伤残人士乘车卡。伤残人士的优惠票价与老年票价相同。

### 其他票价
- 一日票（1-Day Pass）：持有者在購買後27小時內可無限次乘坐公車，有效時間從凌晨12:00至第二天凌晨2:59為止。
- U卡（U-Pass）：合作院校的学生可以优惠价格购买此种乘车卡。具体票价和有效期限随学校和学期而各异[22]。
- 任何以现金购买单次票的乘客都可以在首次乘车后2小时内免费换乘一次，但必须在首次乘车时从司机处获得一张换乘券，但於2017年10月1日起不再提供轉乘服務。
- 檀香山巴士也曾经一度发售过一种面向橄榄球球迷的车票，用于前往夏威夷大学马诺阿校区观看当地球队的主场比赛。2008年，由于法规限制了巴士公司的包车服务，因此该种车票被取消[23]。

| 一日票 | 成人$5.50/未成年$2.50/優待票$2.00 |
| U卡    | 价格不一                          |

## TheHandi-Van
TheHandi-Van是檀香山巴士的辅助巴士系统，用于服务那些无法使用普通巴士的残障人士。乘客需要提前预约该种巴士，而该车队共有160辆巴士。

## 营运车辆
2012至2013财年，巴士公司共有各类客车518辆，其中铰接客车111量，40英尺标准巴士374辆以及小型巴士33辆。其中油电混合车型的比例为15.4%，车辆平均使用年龄为9.1年。所有巴士上的自动语音报站系统均由夏威夷作曲家和语言学家普阿基诺杰梅尔提供原声。

### 巴士客车图集
褐色/黄色系列

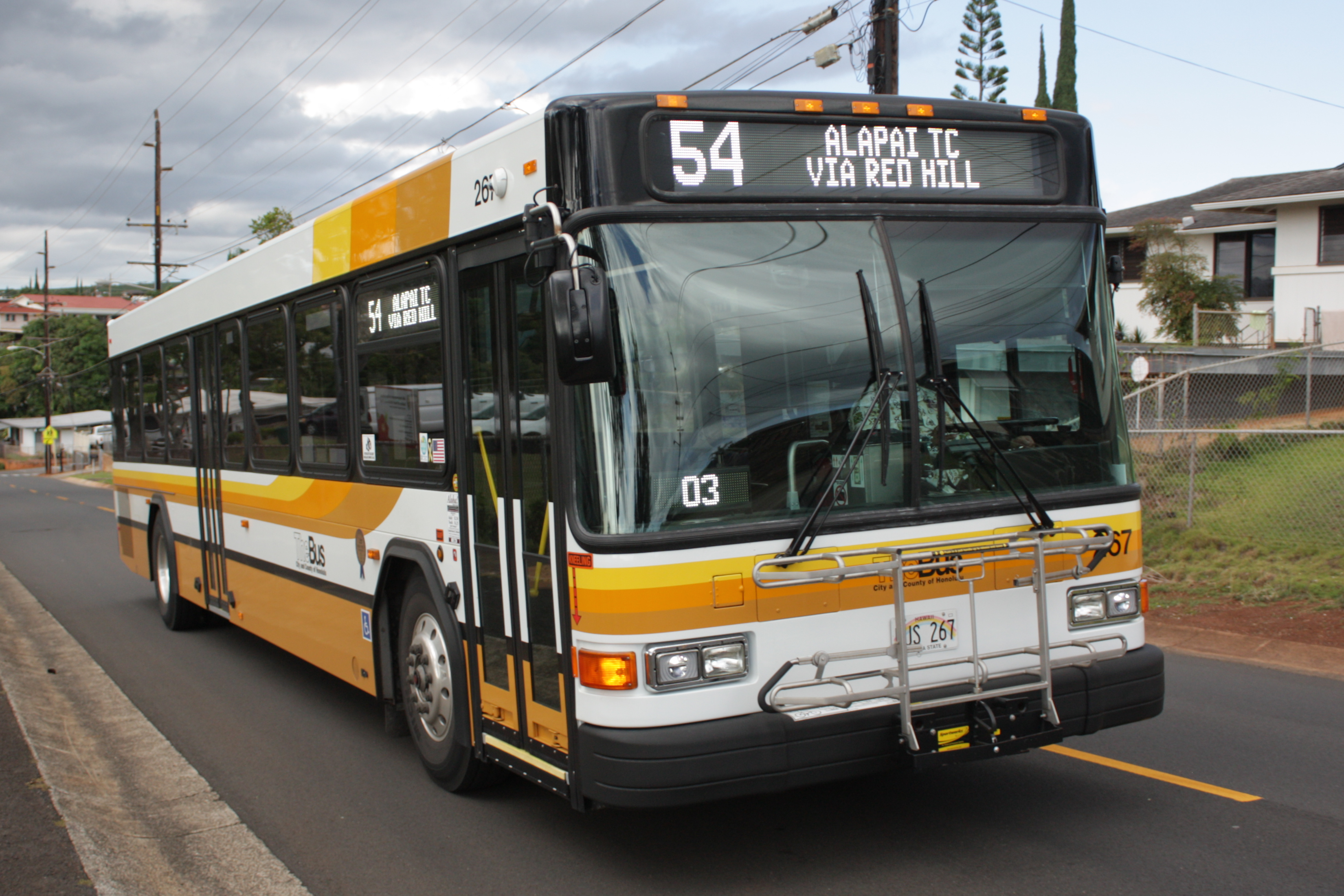
54路使用的40英尺基林267改进车型（2012版）
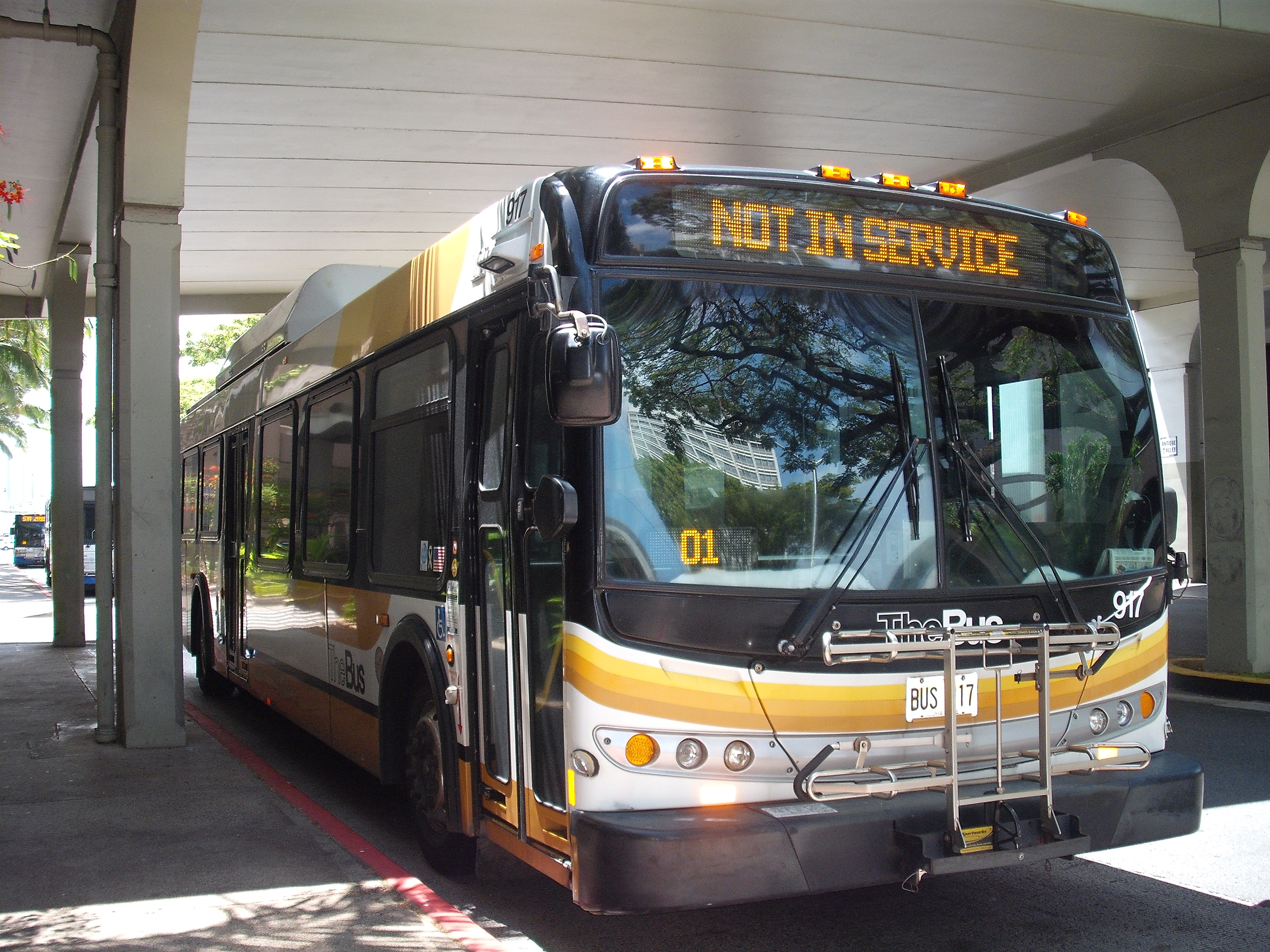
暂未投入使用的40英尺油电混合的新飞行者917车型（2006版）
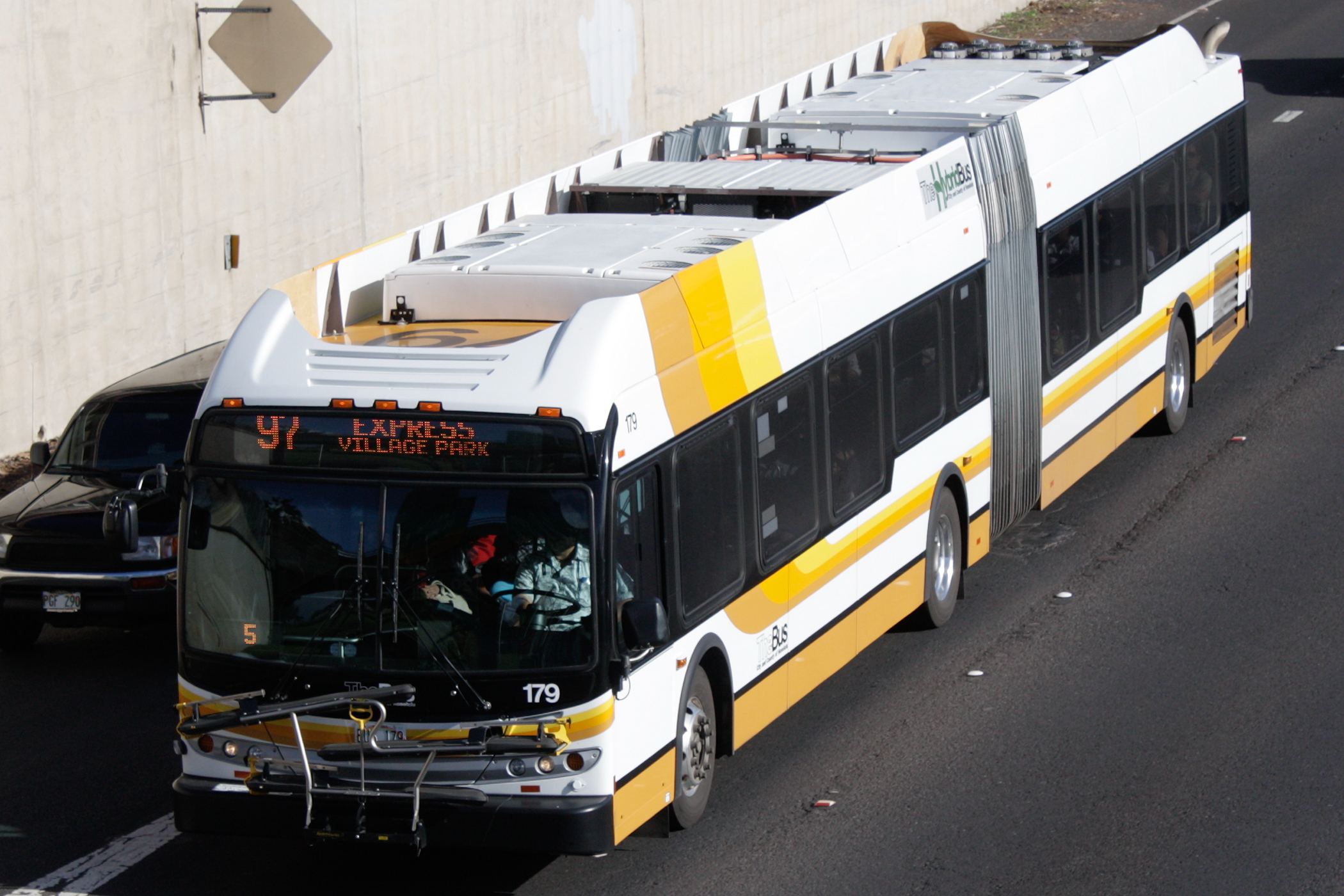
97路使用的60英尺新飞行者179型铰接巴士（2010版）
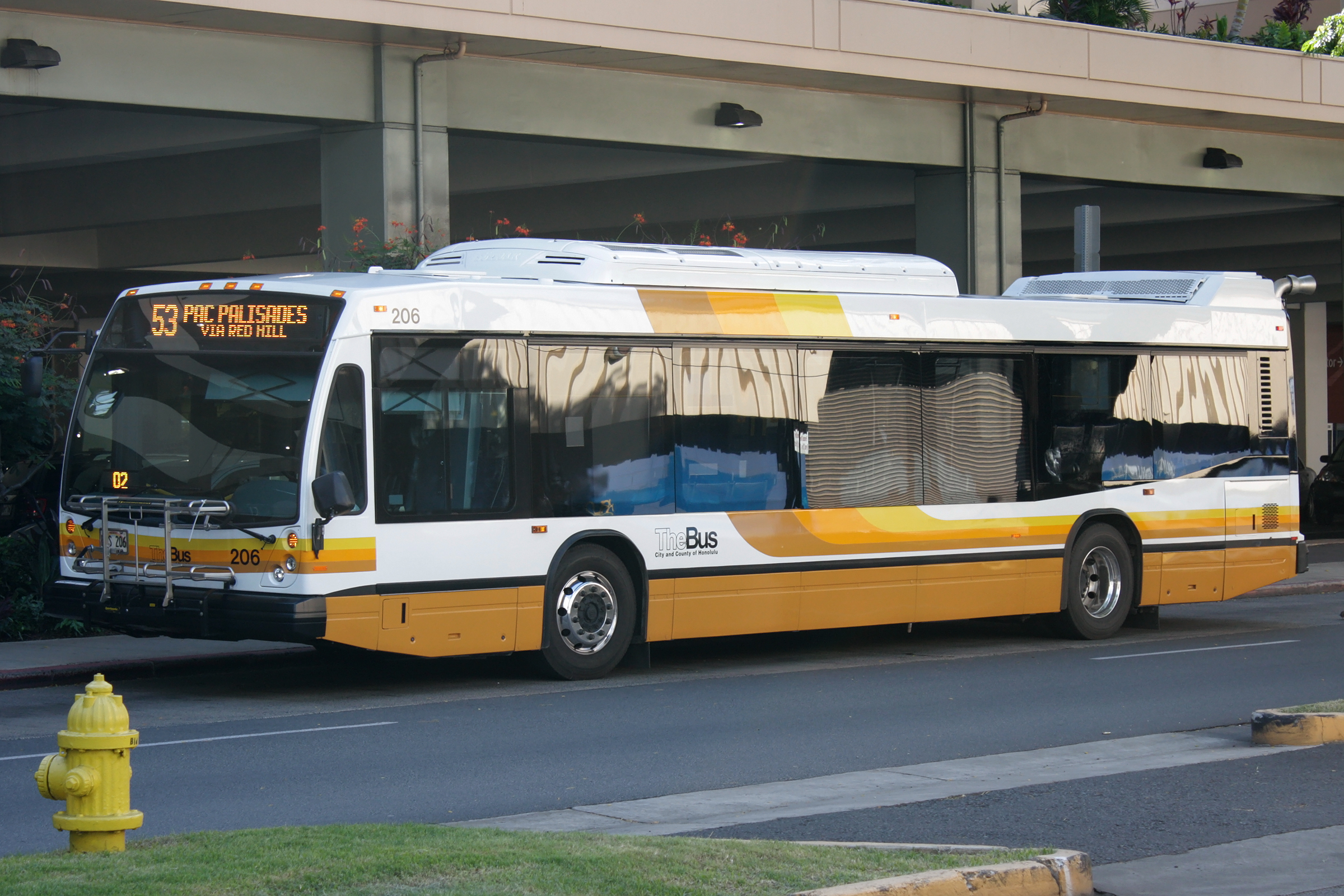
53路使用的40英尺诺瓦206型巴士
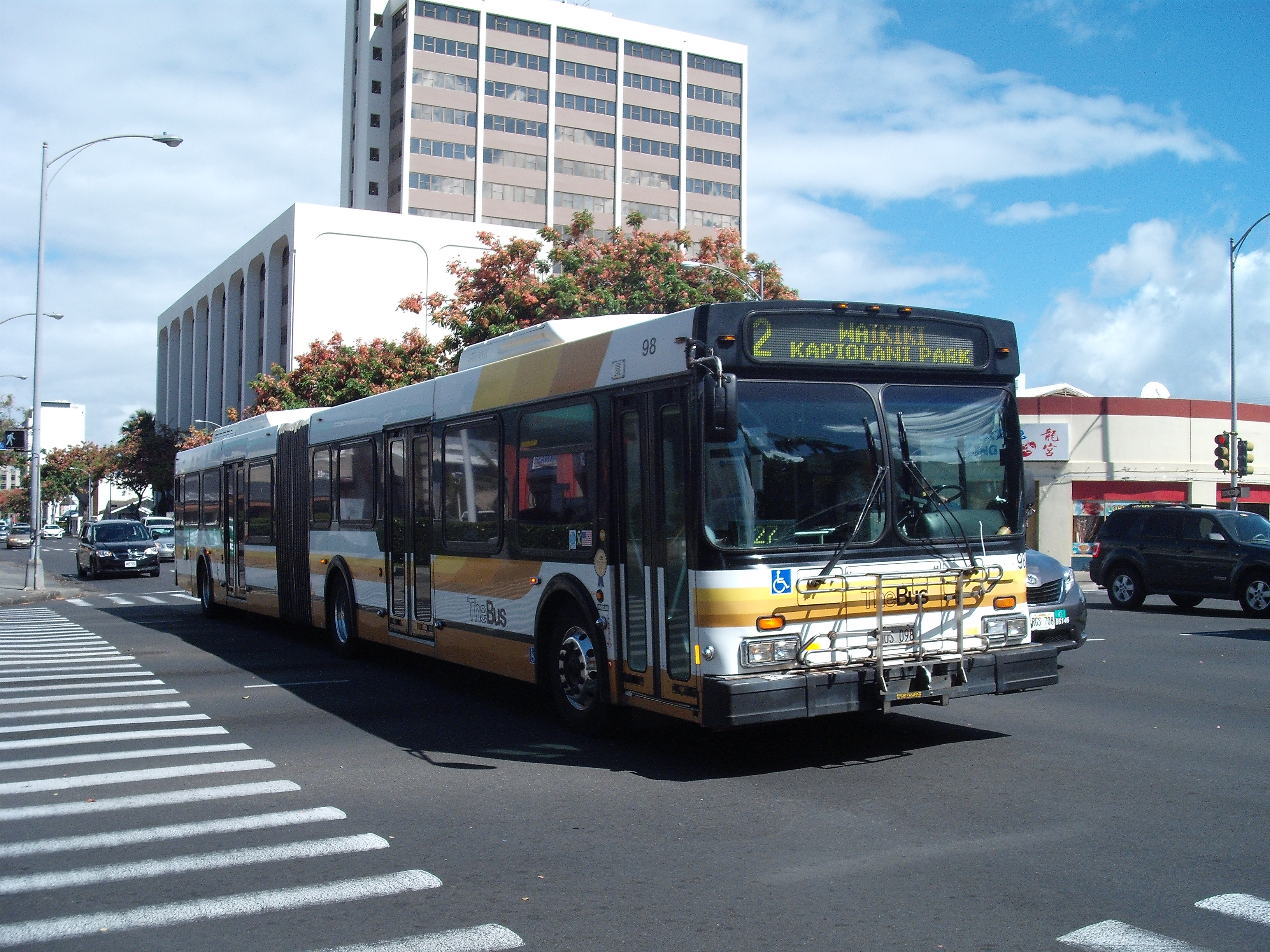
2路使用的60英尺新飞行者98型铰接巴士（2000版）
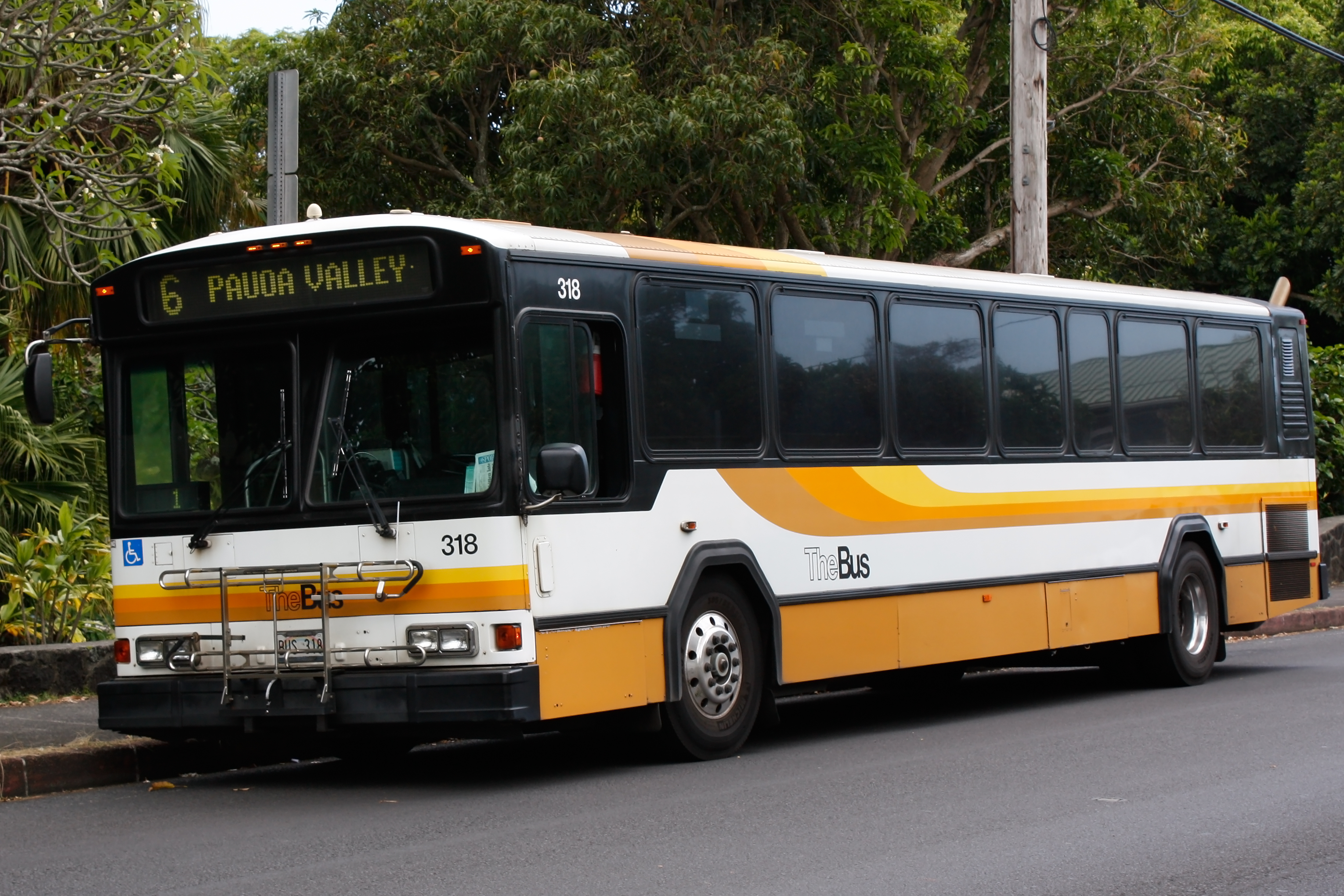
6路使用的40英尺基林318型巴士（1997版）

彩虹色系列

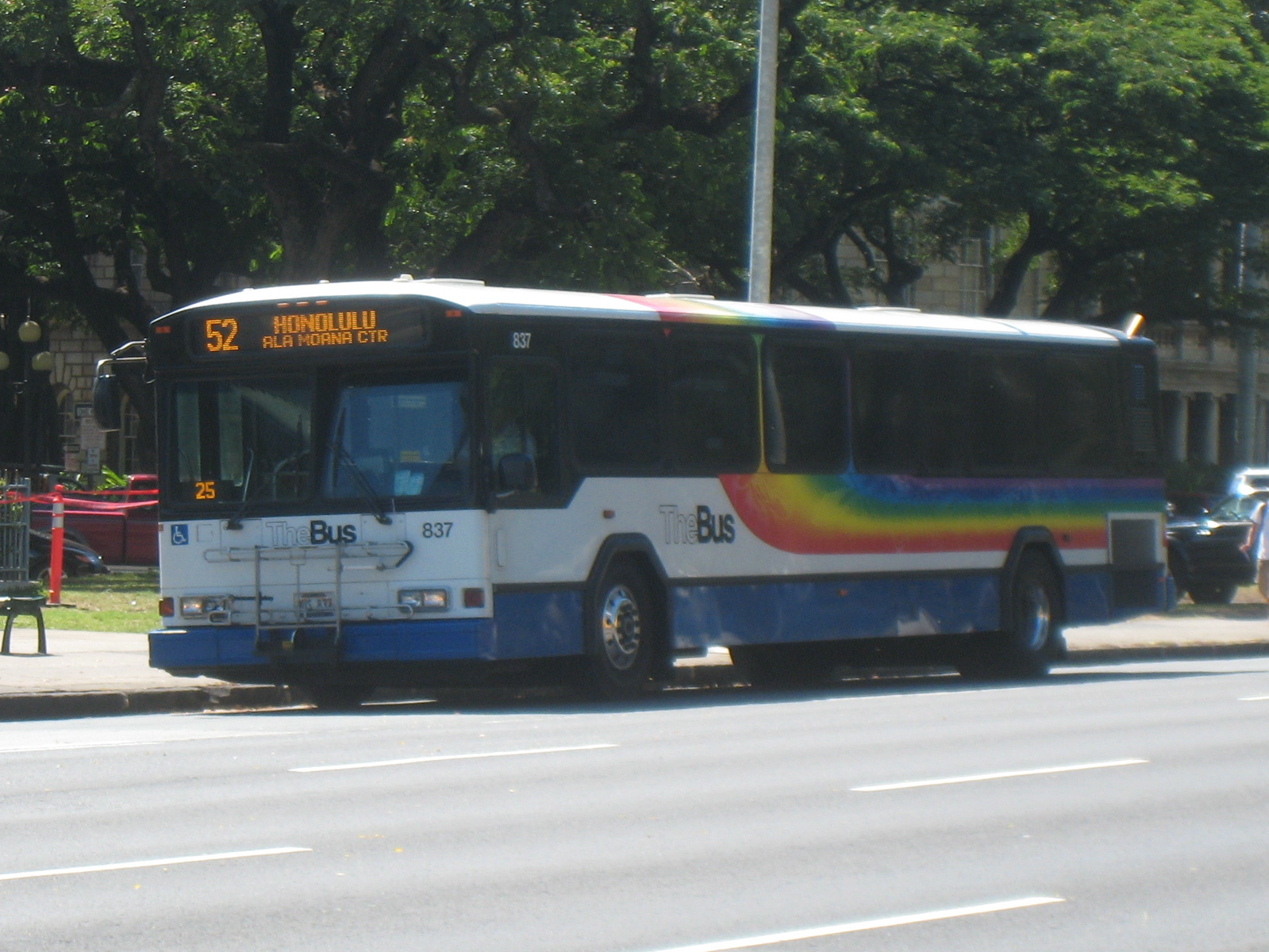
52路使用的基林837型巴士（2002）
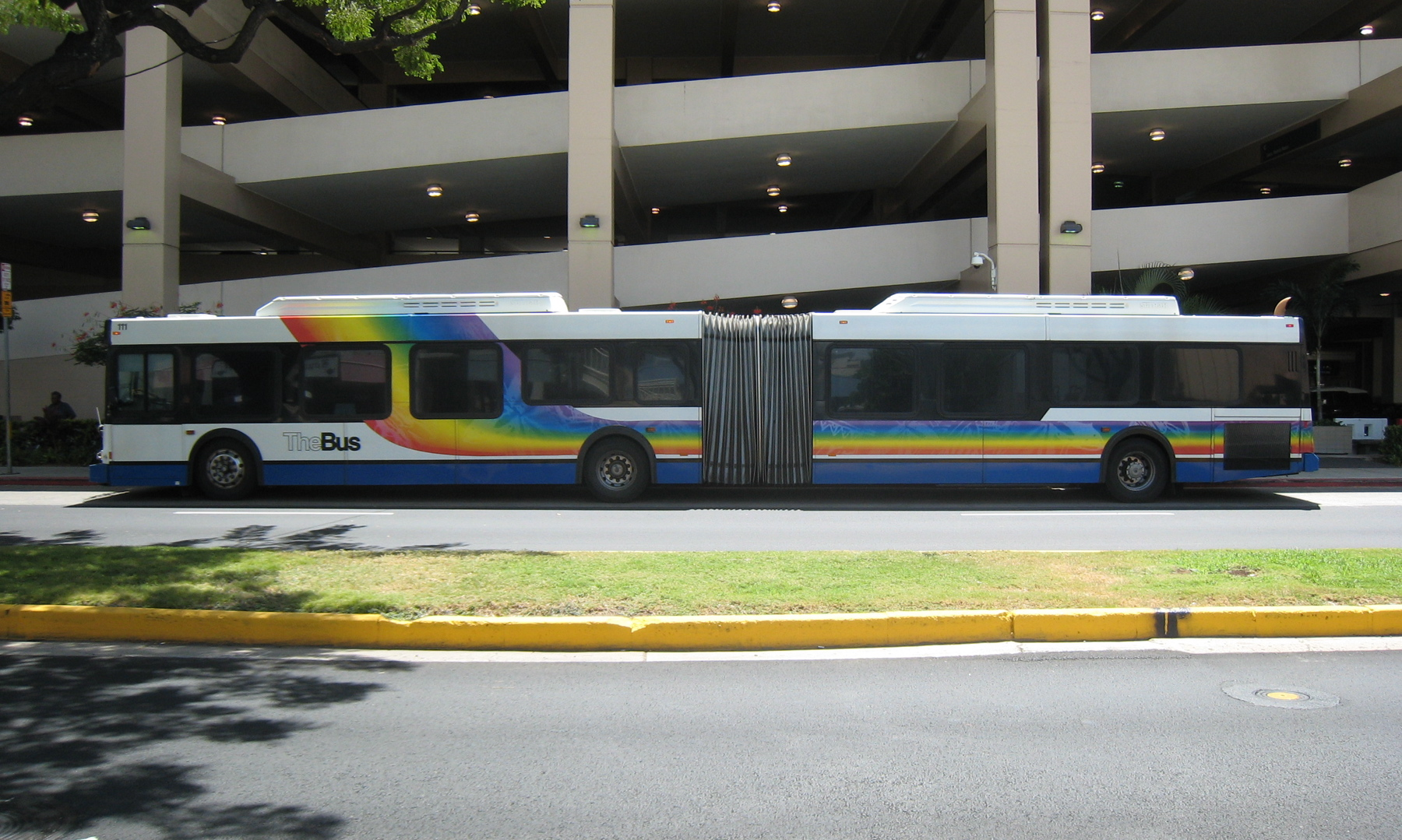
C路使用的60英尺新飞行者111型铰接巴士（2002版）
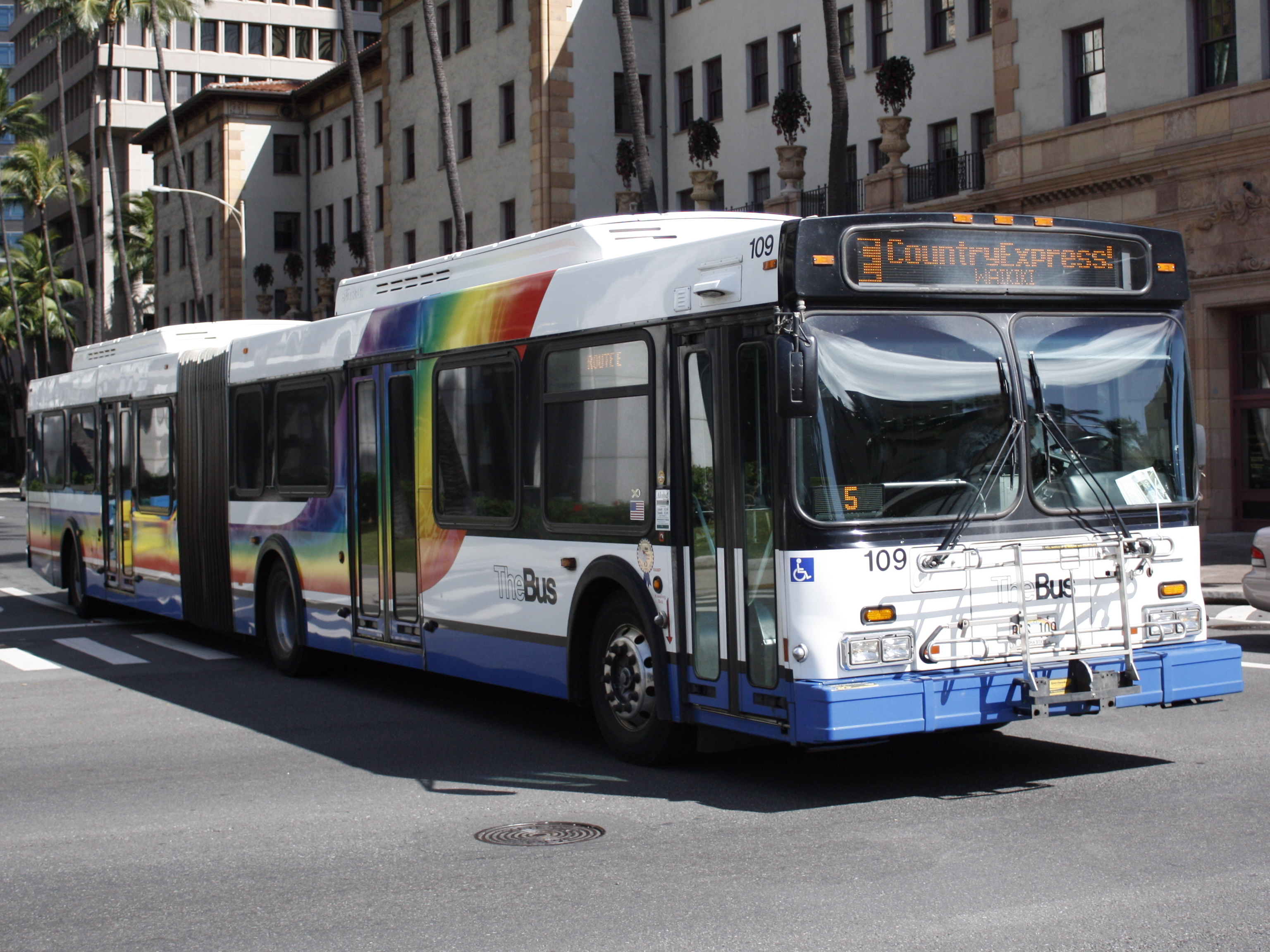
E路使用的60英尺新飞行者109型铰接巴士（2002版）
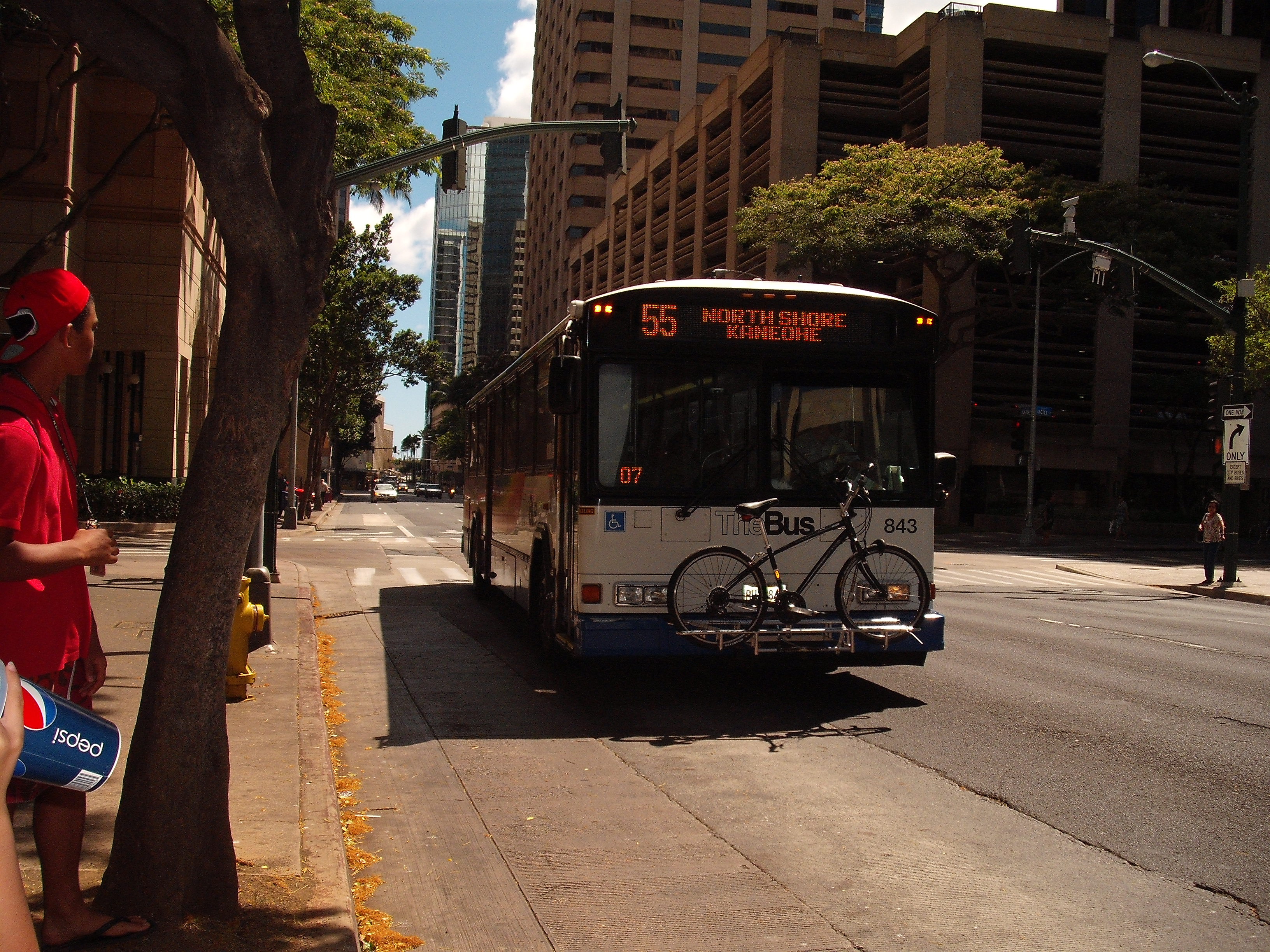
55路使用的40英尺基林843型巴士（2002）

## 脚注
1. 1 2 3  City and County of Honolulu department of Transit Services/Oahu Transit Services.  (PDF). City and County of Honolulu department of Transit Services/Oahu Transit Services: 2. Fiscal Year 2012-2013. （原始内容 (PDF)存档于2012-07-10）.
2. ↑  Streetcar Days in Honolulu: Breezing Through Paradise by Mckinnon Simpson and John Brizdle, 2000, JLB Press, Honolulu, HI
3. ↑  Ian Lind. . Honolulu Weekly. May 22, 2002  [November 16, 2010]. （原始内容存档于2011年7月12日）.
4. ↑  . Hawaii.edu.   [2013-11-23]. （原始内容存档于2016-10-17）.
5. ↑  . Honolulu Advertiser. February 25, 2006  [2009-10-11]. （原始内容存档于2021-03-14）.
6. ↑  . Spokane Daily Chronicle. 4 September 1970.
7. ↑  Adamski, Mary. . Honolulu Star-Bulletin. August 24, 2003  [2011-03-12]. （原始内容存档于2010-08-09）.
8. ↑  . Honolulu Advertiser. March 1, 2006  [2009-10-11]. （原始内容存档于2021-03-14）.
9. ↑  Mike Leidemann. . Honolulu Advertiser. February 9, 2009  [2009-10-11]. （原始内容存档于2019-08-22）.
10. ↑  . Elisthawaii.com.   [2013-11-23]. （原始内容存档于2013-12-02）.
11. ↑  Howard Dicus. . Pacific Business News. August 26, 2003  [2009-10-15]. （原始内容存档于2004-10-01）.
12. ↑  Howard Dicus. . Pacific Business News. September 25, 2003  [2009-10-15]. （原始内容存档于2003-12-04）.
13. ↑  Harold Nedd. . Pacific Business News. August 25, 2006  [2009-10-15].
14. ↑  Hao, Sean. . Honolulu Advertiser. February 15, 2010  [2011-01-13]. （原始内容存档于2019-08-26）.
15. ↑  Pang, Gordon Y.K. . Honolulu Advertiser. September 29, 2009  [2011-01-13]. （原始内容存档于2021-03-14）.
16. ↑  Lee, Venus. . Honolulu Star-Bulletin. July 21, 2005  [2007-10-27]. （原始内容存档于2012-07-17）.
17. ↑  Pang, Gordon Y.K. . Honolulu Advertiser. May 12, 2010  [2011-01-13]. （原始内容存档于2021-03-14）.
18. ↑  TOC Opposes Bill Authorizing Billboards On Buses Archive.today的存檔，存档日期2014-01-17 from The Outdoor Circle (December 5, 2013)
19. ↑  "Honolulu mayor proposes adding advertising to sides of city buses" （页面存档备份，存于） from Pacific Business News (December 4, 2013)
20. ↑  "Caldwell makes pitch for ads on city buses" Archive.today的存檔，存档日期2014-01-17 from KITV (January 16, 2014)
21. ↑  Tonouchi, Lee A. . Bess Press. 2005: 92. ISBN 1-57306-136-0.
22. ↑  .   [2014-04-26]. （原始内容存档于2021-03-14）.
23. ↑  Nalea J. Ko. . Honolulu Star-Bulletin. August 26, 2008  [2009-06-08]. （原始内容存档于2012-04-06）.
24. ↑  .   [2008-07-07]. （原始内容存档于2008-05-09）.
25. ↑  Blair, Chad. . Hana Hou! (Honolulu: Hana Hou!). February/March 2007, 10 (1)  [2009-01-13]. （原始内容存档于2016-11-08）.